# Punta de Piedra
Punta de Piedra es una población del municipio Miranda (Zulia). Pertenece a la  Parroquia Altagracia.

## Ubicación
Se encuentra entre Los Puertos de Altagracia al norte, el lago de Maracaibo al oeste, Punta de Leiva al sur y El Mecocal al este.

## Zona Residencial
El pueblo se encuentra en una península del mismo nombre dentro del Lago de Maracaibo. Dedicado a la pesca y la educación, desde sus costas se divisa  la ciudad de Maracaibo

## Economía
La pesca y el comercio fueron desde hace siglos la principal fuente de ingresos del pueblo, conectado por vía lacustre con las islas del lago y con Maracaibo. También es la sede de la Extensión Puertos de Altagracia de la  Universidad Nacional Experimental Rafael María Baralt (UNERMB)

## Vialidad
Sus vías principales es la carretera que va de Punta de Leiva a Los Puertos de Altagracia, y la vía El Mecocal - Punta de Piedra, también tiene varias calles secundarias.

## Sitios de Referencia
- Estadio Melquíades Carrillo
- Universidad Nacional Experimental Rafael María Baralt (UNERMB)